# 约翰·拉塞尔
约翰·拉塞尔（英語：John Russell，1935年8月3日—），英国男子赛艇运动员。他曾代表英国参加1960年和1964年夏季奥林匹克运动会赛艇比赛，其中1964年奥运会获得一枚银牌。